# Galerie (Fulda)
Galerie is een plaats in de Duitse gemeente Fulda, deelstaat Hessen, en telt 1500 inwoners (2007).